# Beken of Cowes
Als Beken of Cowes bezeichnet sich eine Familie von Fotografen aus der britischen Stadt Cowes, deren Mitglieder seit 1888 Yachten fotografieren und einen neuen Stil der Yachtfotografie prägten. Anfang der 1970er gründeten die Familienmitglieder die Beken of Cowes Ltd.

## Geschichte

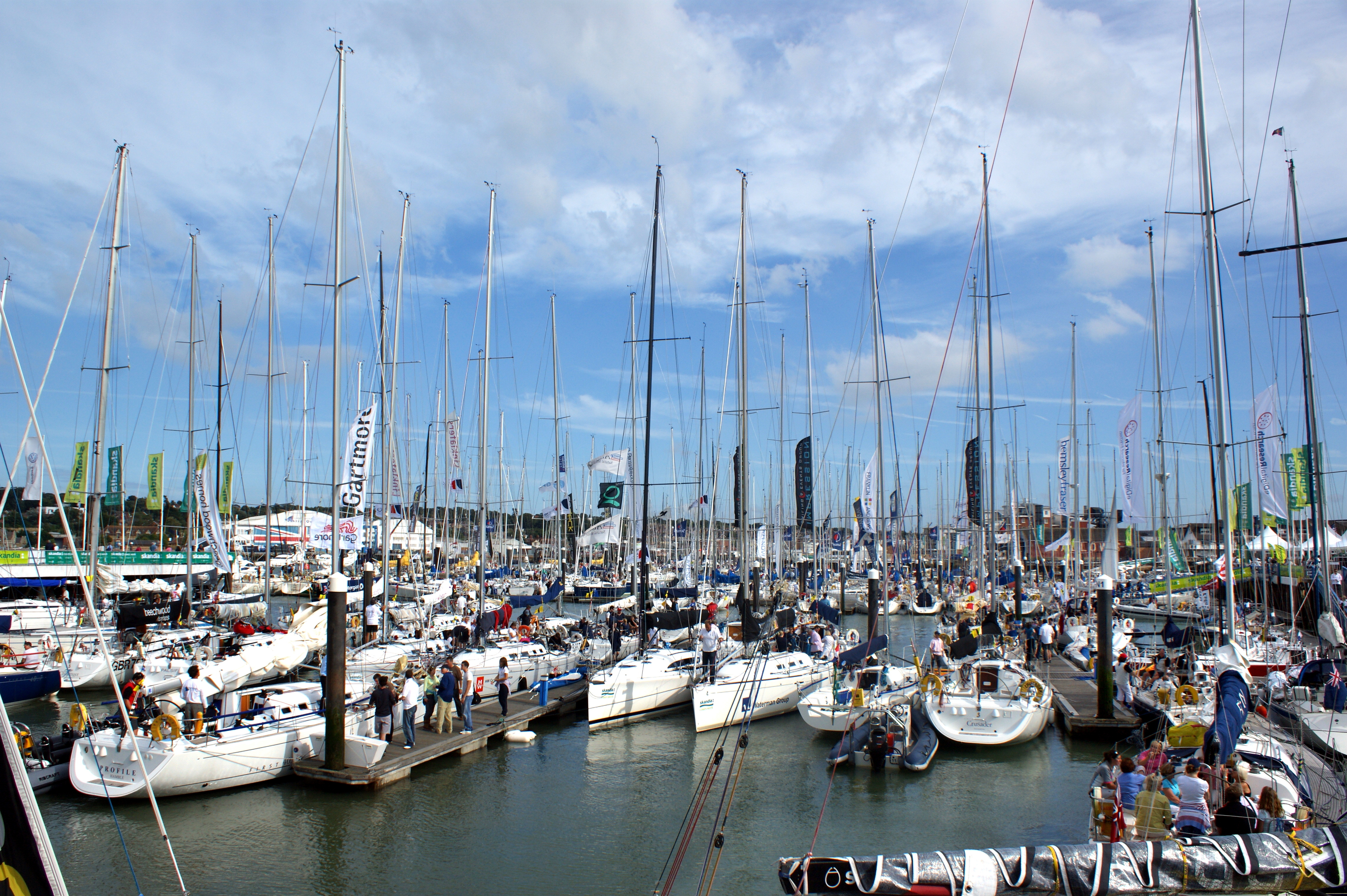
Der Yachthafen von Cowes während der Cowes Week im August 2008.

1888 zog der Apotheker Alfred Edward Beken aus Canterbury in Kent/England auf die Insel Wight im Ärmelkanal. In der Hafenstadt Cowes an der Nordküste erwarb er eine Apotheke. Bereits seit 1826 fand von dort aus die internationale Segelregatta Cowes Week auf dem Solent statt, die von der Royal Yacht Squadron mitinitiiert worden war.

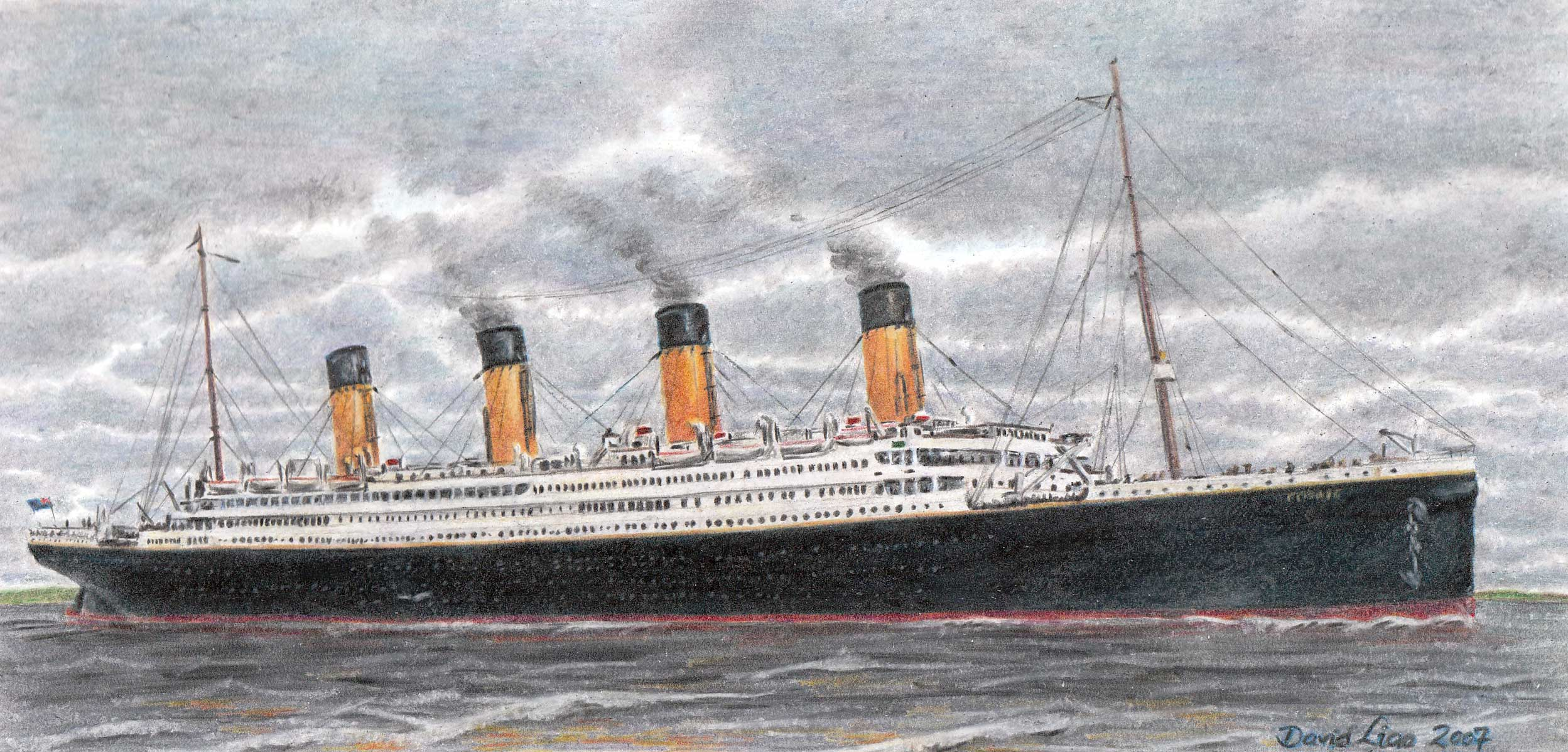
Grafik nach einem Foto Frank Bekens der Titanic bei der Isle of Wight vom 10. April 1912

Alfred Edward Beken (1855–1915) und vor allem sein Sohn Frank Beken (1880–1970) begannen, die Boote, die dicht an ihrem Haus vorbeizogen, zu fotografieren. Die zu dieser Zeit verfügbaren Fotoapparate waren weder für die Bedingungen auf See geeignet noch besonders gut mobil zu bedienen. Darum entwickelte und baute Frank Beken eine eigene Kamera, die ohne den wasserempfindlichen Balgen auskam. Die neue Kamera bestand aus zwei Holzkästen: einer mit der Optik, Verschlusssystem und der lichtempfindlichen Fotoplatte, der andere diente als Sucher. Ausgelöst wurde die Kamera, indem der Fotograf auf einen Gummiball biss, den er zwischen den Zähnen hielt. Mit dieser Kamera konnte jeweils nur ein Bild gemacht werden, bevor die Platte an Land gewechselt werden musste. Daher musste der Fotograf die Gegebenheiten der Regatten kennen und die Kurse anhand von Wind und Strömungen abschätzen. Frank Beken ruderte für jedes Foto mit einem Boot auf den Solent und machte eine Aufnahme, von der er später in seinem Schlafzimmer Abzüge anfertigte. In der Beken Pharmacy wurden diese Bilder dann neben den Medikamenten und Parfums verkauft. Bedingt durch die räumliche Nähe von Königin Victorias Sommerresidenz Osborne House kamen mehrere gekrönte Häupter und kauften bei Beken Fotografien ihrer Yachten.
Ab den 1930er Jahren wurde Frank Beken von seinem Sohn Keith (1914–2007) begleitet. Keith war studierter Chemiker, doch statt seinem erlernten Beruf nachzugehen konzentrierte er sich ebenfalls auf die Fotografie. Er fotografierte die Segelyachten der legendären J-Klasse und begann in den 1950er Jahren mit der Farbfotografie. Als 1957 der Royal Ocean Racing Club begann, zweijährlich den Admiral’s Cup mit dem Fastnet Race von Cowes aus auszurichten, boten sich zahlreiche Motive, die die Geschäfte der Bekens beförderten. Später reiste Frank Beken mit seiner Ausrüstung zu Regatten im Mittelmeer und der Karibik.
Nach dem Tod Frank Bekens wurde die Apotheke Beken & Son verkauft und die Fotografie trat endgültig in den Vordergrund. Keith Beken wurde von seinem Sohn Kenneth (* 1951) unterstützt und eine neue Firma mit dem Namen Beken of Cowes Ltd. gegründet. Nun wurden Fotos ausschließlich vom Wasser aus gemacht, die den Namen Beken in der Segelszene endgültig berühmt werden ließen. Aufnahmen von Beken of Cowes kennen viele Segler, speziell die Schwarz-Weiß-Bilder klassischer Segelyachten bis in die späten 1930er Jahre. Keith Beken zog sich Mitte der 1990er Jahre aus der Fotografie zurück, nachdem er die aufsehenerregenden Fotos der Havarie der Silk II bei der Cowes Week 1996 fotografiert hatte.
1992 kam Peter Mumford zu Beken of Cowes und wurde 2001 zweiter Fotograf. Er leitete in der Firma den Übergang zur digitalen Fotografie ein. Kenneth Beken und Peter Mumford arbeiten heute von zwei 40 Knoten schnellen Boston-Whaler-Booten aus. Jährlich fügen sie etwa 50.000 Aufnahmen ihrem Archiv hinzu.